# Les Révoltés du Bounty (film, 1935)
Pour les articles homonymes, voir Les Révoltés du Bounty.
Pour plus de détails, voir Fiche technique et Distribution.
Les Révoltés du Bounty (Mutiny on the Bounty) est un film américain de 1935, réalisé par Frank Lloyd.
Le film a obtenu l'oscar du meilleur film en 1936, et a été sept fois nommé par ailleurs : pour l'oscar du meilleur réalisateur, du meilleur montage, de la meilleure musique, du meilleur scénario, et trois fois pour l'oscar du meilleur acteur (Laughton, Gable, Tone).

## Synopsis
Le film raconte, de manière romancée, la véritable mutinerie menée par Fletcher Christian qui a eu lieu en 1789 à bord du Bounty, en route vers Tahiti pour rapporter des arbres à pain. Le capitaine Bligh faisait preuve d'une discipline impitoyable envers son équipage et la plupart de ses officiers.

## Fiche technique
- Titre : Les Révoltés du Bounty
- Titre original : Mutiny on the Bounty
- Réalisation : Frank Lloyd, assisté de J. Walter Ruben (non crédité)
- Scénario : Talbot Jennings, Jules Furthman, Carey Wilson, d'après le roman de Charles Nordhoff et James Norman Hall
- Producteurs : Albert Lewin producteur associé, Frank Lloyd et Irving Thalberg (non crédité)
- Production : Metro-Goldwyn-Mayer
- Musique : Herbert Stothart
- Photographie : Arthur Edeson, Charles G. Clarke (non crédité) et Sidney Wagner (non crédité)
- Montage : Margaret Booth
- Direction artistique : Cedric Gibbons
- Pays de production :  États-Unis
- Genre : Film d'aventure
- Format : Noir et blanc - Son : Mono (Western Electric Sound System) - Ratio : 1.37:1
- Durée : 155 minutes
- Budget : 2 millions de $
- Lieu de tournage : Le film a été tourné en Californie, principalement dans la baie d'Avalon de l'Île Santa Catalina.
- Dates de sortie : 
  - États-Unis : 8 novembre 1935 (première mondiale à New York), 22 novembre 1935 (première à Los Angeles)
  - France : 6 mars 1936

## Distribution

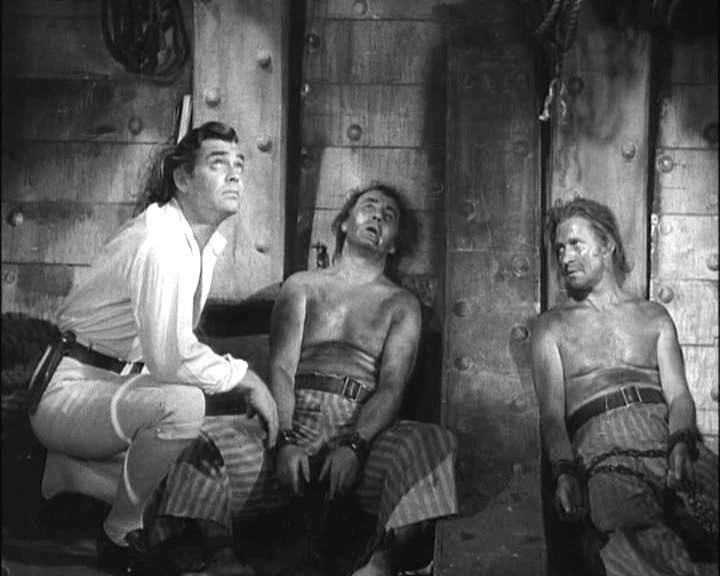
Clark Gable, Donald Crisp et Charles Irwin

- Clark Gable (VF : Richard Francœur) : Lieutenant Fletcher Christian
- Charles Laughton (VF : Pierre Morin) : Capitaine William Bligh
- Franchot Tone (VF : Maurice Dorléac) : Roger Byam
- Herbert Mundin (VF : Emile Duard) : Smith, le cuisinier
- Eddie Quillan (VF : Georges Rollin) : Thomas Ellison
- Dudley Digges (VF : Jean Croué) : Dr. Bacchus
- Donald Crisp (VF : Marcel Rainé) : Thomas Burkitt
- Henry Stephenson (VF : Jean Guiton) : Sir Joseph Banks
- Francis Lister (VF : André Moreau) : Capitaine Nelson
- Spring Byington : Mme Byam
- Movita : Tehani
- Mamo Clark : Maimiti
- Byron Russell (VF : Max Dalban) : Quintal
- Percy Waram (VF : Jean Clarieux) : Coleman
- David Torrence : Lord Hood
- John Harrington : Mr. Purcell
- Douglas Walton : Stewart
- Ian Wolfe (VF : Henri Crémieux) : Maggs
- DeWitt Jennings : Lieutenant Fryer
- Ivan F. Simpson : Morgan
- Vernon Downing : Hayward
- Bill Bambridge : Hitihiti
- Marion Clayton Anderson : Mary Ellison
- Stanley Fields (VF : Jean Clarens) : Muspratt
- Wallis Clark : Morrison
- Crauford Kent (VF : Robert Dalban) : Lieutenant Edwards
- Pat Flaherty : Churchill
- Alec Craig (VF : Martial Rèbe) : McCoy
- Charles Irwin (VF : Albert Montigny) : Thompson
- Dick Winslow : Tinkler

Et, parmi les acteurs non crédités :
- Harry Allen : Wherryman
- Lionel Belmore : Aubergiste
- James Cagney : Figurant
- Sam Wallace Driscoll : Michael Byrne
- Doris Lloyd : Cockney avec Moll
- David Niven : Marin physiquement apte
- Vivien Oakland : Moll

## Galerie

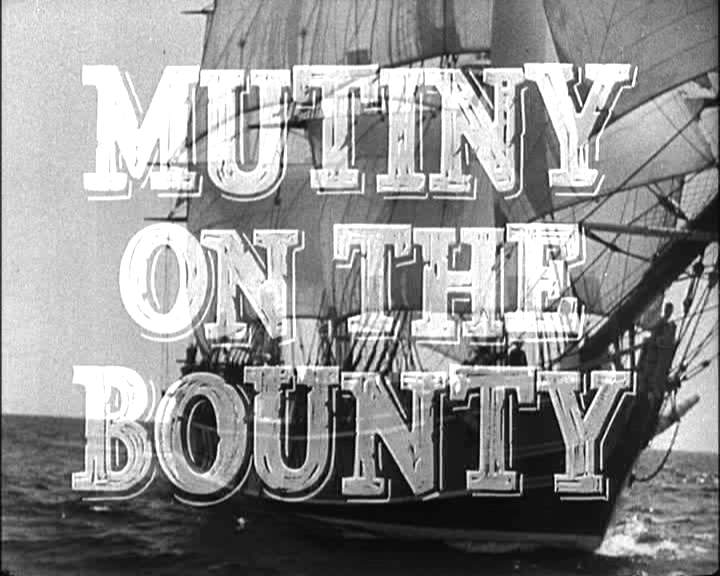
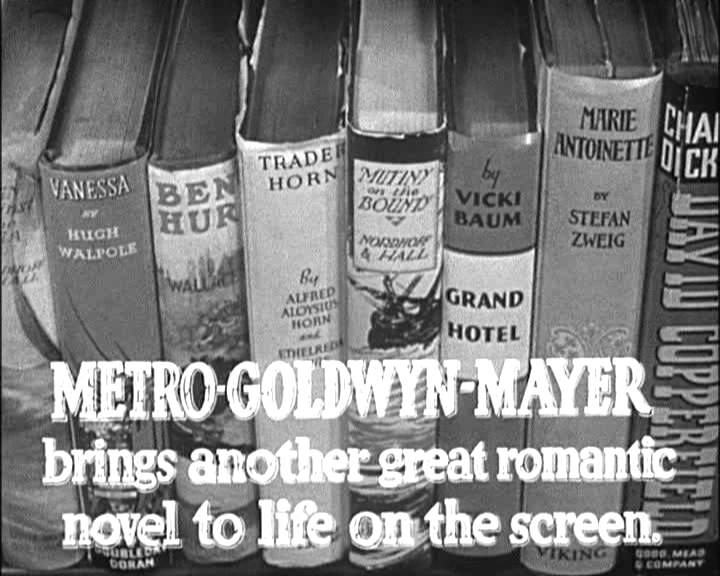
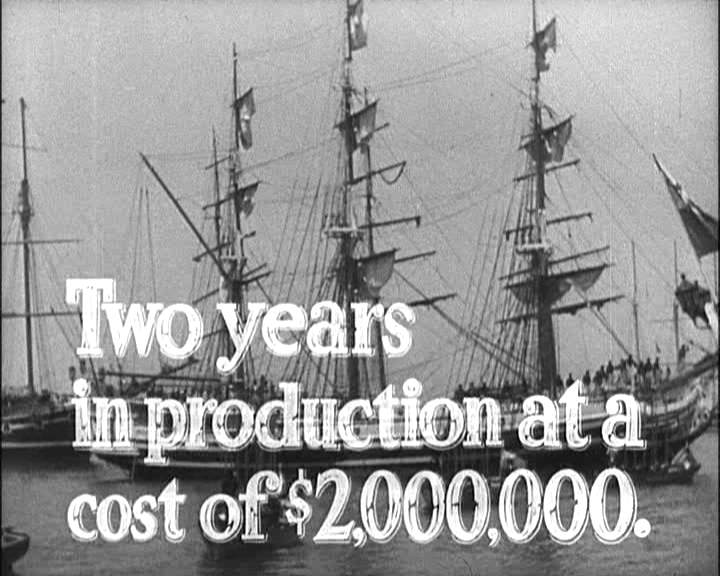
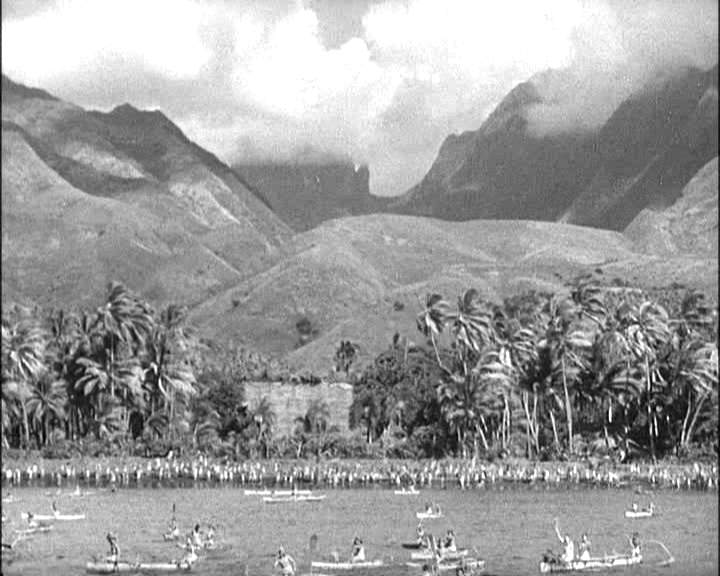
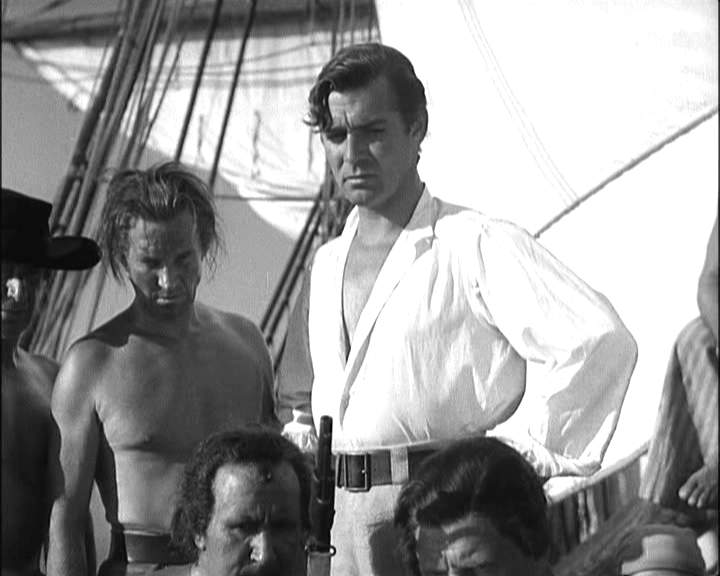
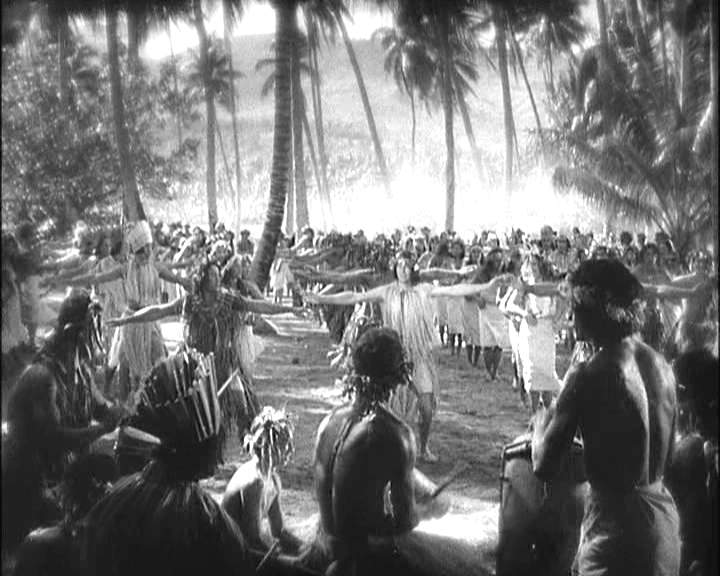
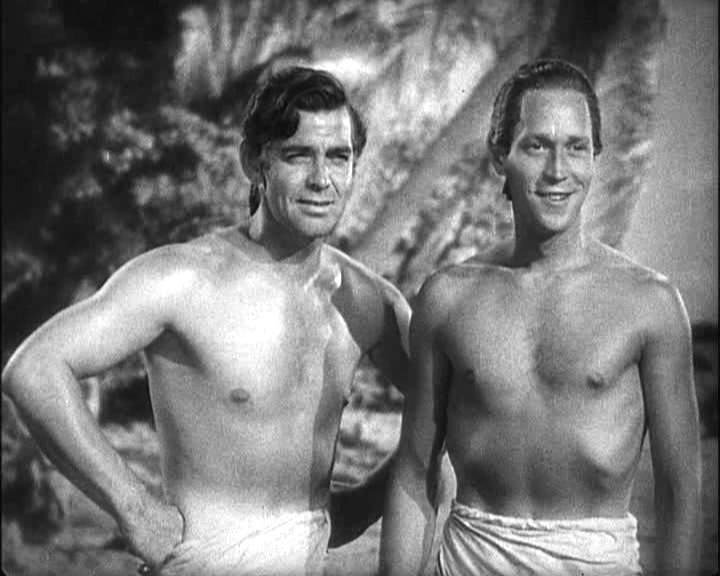
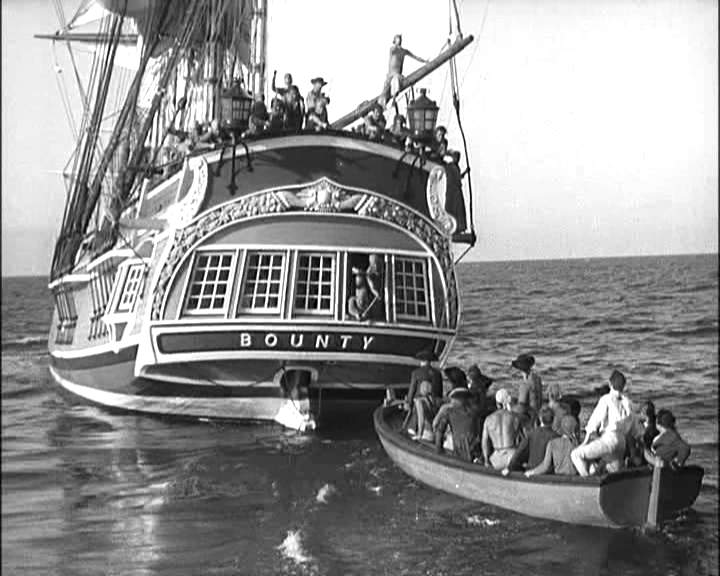
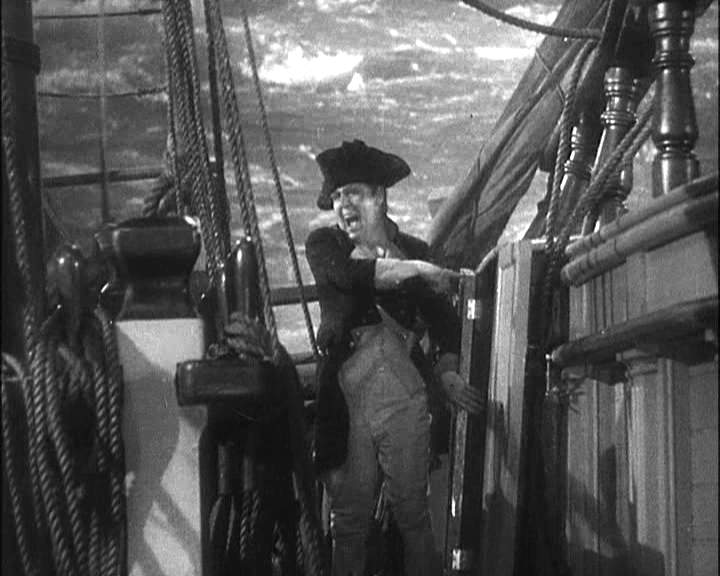
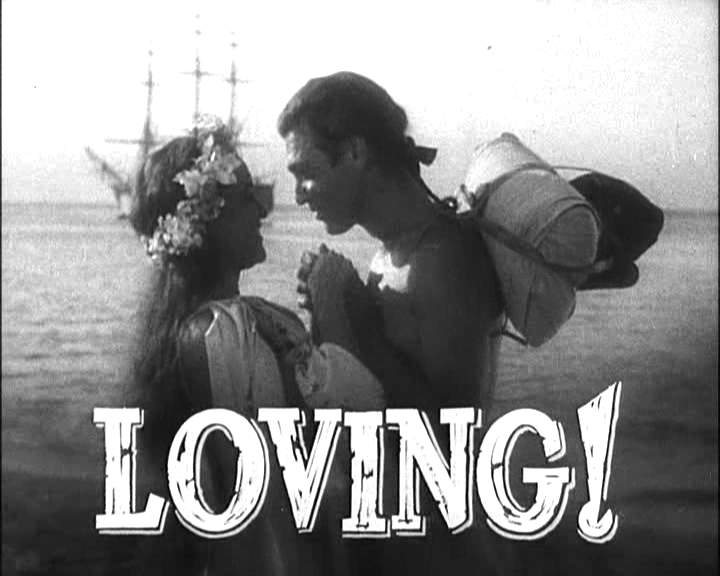
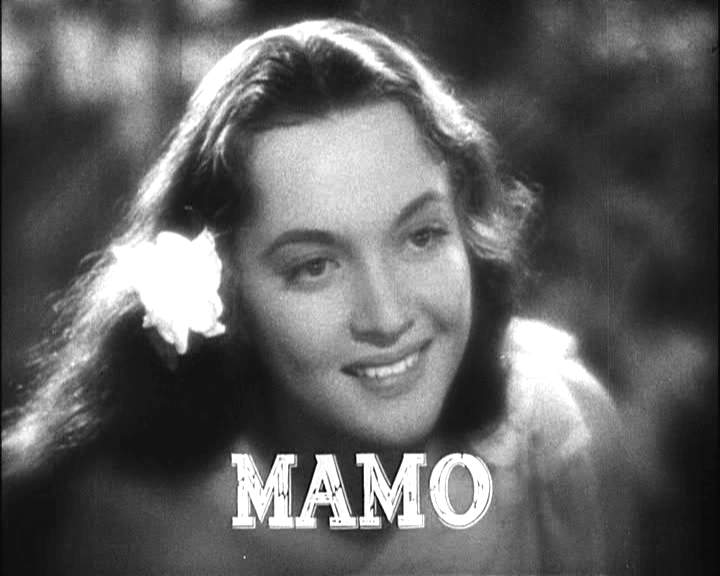
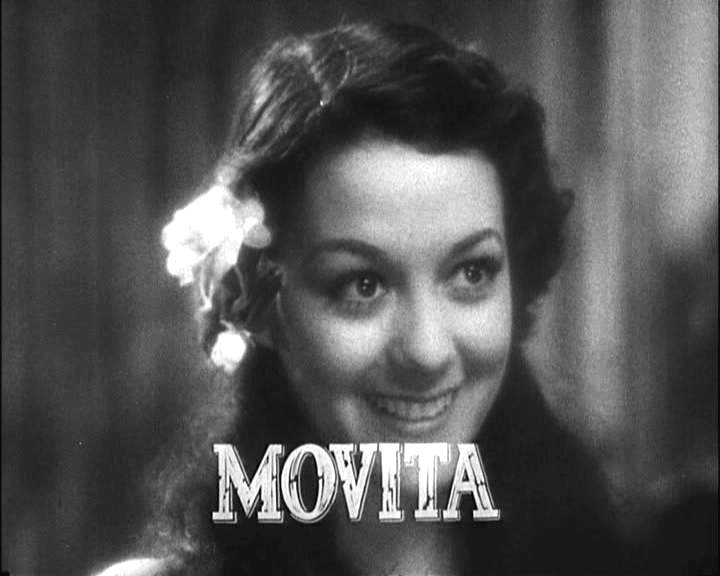

## Récompenses et nominations
- 8 nominations et un Oscar :
  - Oscar du meilleur film

## Autour du film
- Le film est représentatif de la culture Tiki aux États-Unis[1].
- Movita Castaneda, qui joue Tehani dans le film de 1935, devient la deuxième épouse de Marlon Brando, lequel épousera en troisièmes noces Tarita Teriipaia qui interprète le rôle de Maimiti, compagne de Christian Fletcher dans le film Les révoltés du Bounty paru en 1962.
- Contraint et forcé par le producteur, Clark Gable dut raser sa célèbre moustache pour être en conformité avec le règlement de l'Amirauté britannique de l'époque.
- La véritable histoire du Bounty, l'une des plus célèbres mutineries de la Royal Navy, a très tôt exercé sa fascination sur les cinéastes. Historiquement, In the wake of the Bounty, une production australienne réalisée en 1933 par Charles Chauvel serait demeurée totalement inconnue si un certain Errol Flynn n'y avait fait ses débuts dans le rôle de Fletcher Christian.